# San Ignacio megye
San Ignacio egy megye Argentína északkeleti részén, Misiones tartományban. Székhelye San Ignacio.

## Népesség
A megye népessége a közelmúltban a következőképpen változott:
| Év   | Lakosság |
| ---- | -------- |
| 2001 | 54 705   |
| 2010 | 57 728   |